# Rosochy (Ostrowiec Świętokrzyski)

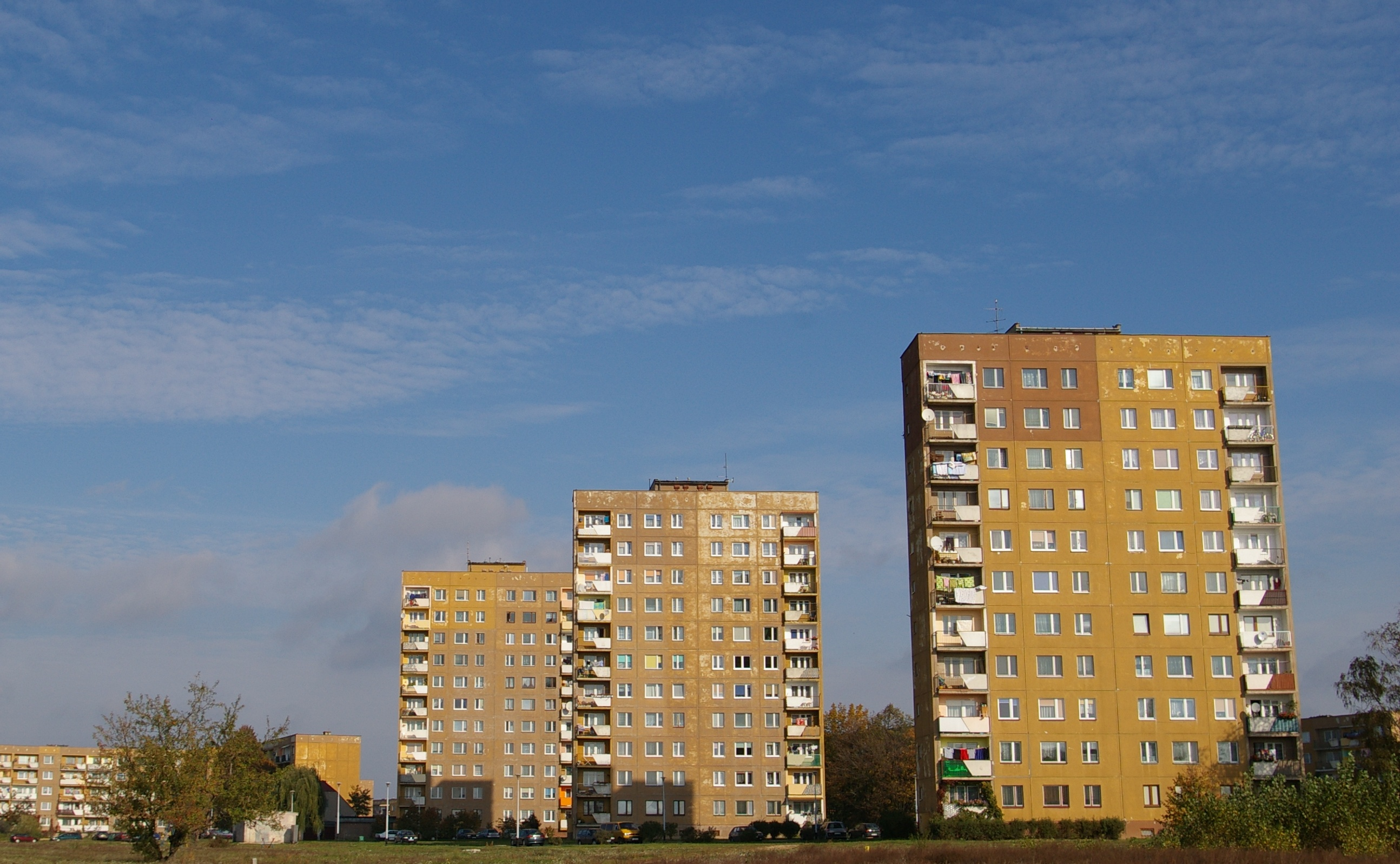
Bloki na osiedlu Rosochy

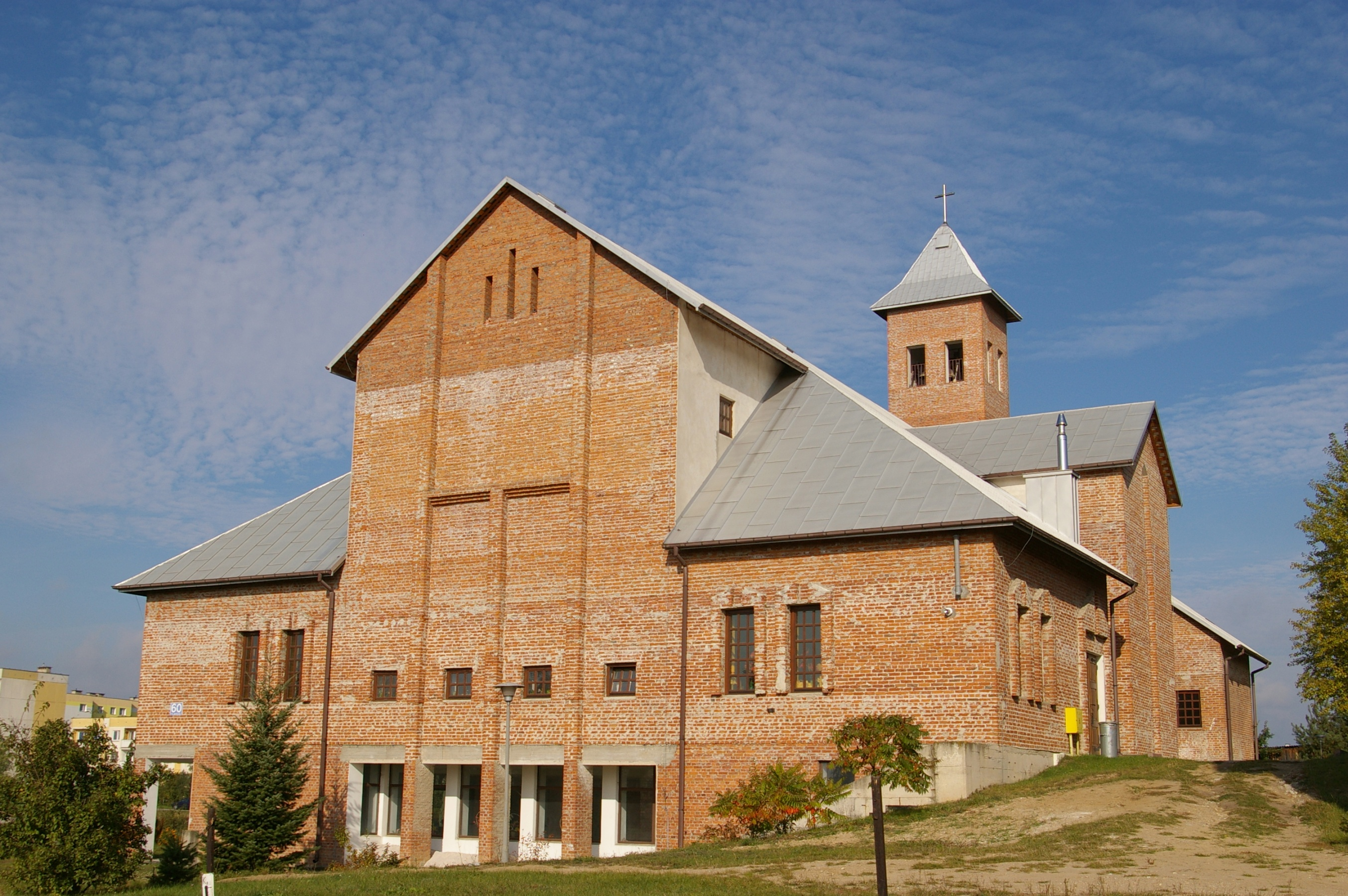
Kościół Matki Odkupiciela

Rosochy – osiedle samorządowe Ostrowca Świętokrzyskiego położone w jego wschodniej części.
Przez osiedle przebiega  czerwony szlak rowerowy im. Mieczysława Radwana.
Na Rosochach znajduje się kościół parafialny pw. Matki Odkupiciela.

## Zasięg terytorialny
Osiedle obejmuje swym zasięgiem ulice: bloki mieszkalne i domy jednorodzinne położone na terenie Osiedla Rosochy, Chrzanowskiego od Alei Jana Pawła II do ul. Wroniej – lewa strona, Ogrodowa, Pogodna, Sikorskiego od nr 63 do nr 87 (numery nieparzyste) i od nr 40 do nr 104 (numery parzyste), Słoneczna od nr 19 do nr 63 (numery nieparzyste) i od nr 10 do nr 28 (numery parzyste).